# Serge Reggiani
Serge Reggiani (2 de Maio de 1922 – 23 de Julho de 2004) foi um actor e cantor francês de origem italiana.
Apesar de a canção ter sido a sua segunda escolha, foi neste campo que Reggiani atingiu o zénite da sua carreira sendo unanimemente reconhecido como o maior interprete da Canção francesa.

## Biografia

### Nascimento
Serge Reggiani nasceu em Reggio Emilia em Itália a 2 de Maio de 1922 numa família modesta. O seu pai era ajudante de barbeiro, e sua mãe, operária. Devido às ideias anti-fascistas dos seus pais, a família muda-se em 1930 para França e radica-se em Yvetot na Normandia. O primeiro trabalho de Reggiani foi, tal como o seu pai, de Ajudante de Barbeiro, mas passado pouco tempo inscreve-se no Conservatório das Artes Cinematográficas em Paris onde mais tarde é seguido pela família.

### Carreira como actor
Reggiani inicia a sua carreira no teatro em 1941 onde contracena com Jean Marais e interpreta peças de Jean Cocteau. Ainda participará em alguns filmes, mas cedo adere à Resistência francesa e passa à clandestinidade.
Em 1945 casa-se com a comediante Janine Darcey, casamento do qual nascerão os seus dois filhos Stephan e Carine e que terminará em divórcio em 1955.
Em 1948 obtém a cidadania Francesa.
A partir de 1946 e até 1998 Reggiani participará em perto de 100 filmes, entre os quais O leopardo, trabalhando para realizadores como Marcel Carné, Max Ophuls,  Sacha Guitry,  Luigi Comencini, Luchino Visconti,  Claude Chabrol, Claude Lelouch, Ettore Scola e outros.
Em 1958 casa-se com Annie Noël, de quem terá 3 filhos - Célia, Simon e Maria.
No cinema a sua carreira nunca alcançará um pico, no entanto no Teatro obtém o reconhecimento do público e da crítica com a sua interpretação  em Les Séquestrés d'Altona de Jean-Paul Sartre.

### Carreira como Cantor
Apesar da grande produtividade, e algum êxito alcançado como comediante, Reggiani , instigado por Jacques Canetti, Simone Signoret e Yves Montand começará em 1964 uma nova carreira como cantor. O seu primeiro disco será Serge Reggiani chante Boris Vian
Seduzida pela sua interpretação das canções de Boris Vian a cantora Barbara convida-o a fazer as primeiras partes  dos seus concertos na sua tournée. Mais tarde ajuda-o a desenvolver a sua voz que se tornará num timbre de Baritono.
Os textos de Boris Vian (Sobretudo Le Déserteur), a sua postura esquerdista fará com que Reggiani seja muito apreciado pela juventude Francesa dos anos 60, sobretudo pelos  soixante-huitarde.
Reggiani sempre escolheu os melhores compositores para as sua canções, tendo trabalhado nos anos 60 com Pierre Tisserand, Serge Bourgois, Albert Vidalie Georges Moustaki e Jean-Loup Dabadie, nos anos 70 com Maxime Le Forestier e Serge Gainsbourg e nos 80 com Claude Lemesle.
A sua Mulher Annie Noël e o seu filho Stephan Reggiani também escreveram músicas para ele.
Em relação aos poemas de suas canções, para além de Boris Vian, Reggiani  também deu a conhecer a uma nova geração a poesia de Rimbaud, Prévert e Appolinaire.
Os seus maiores êxitos na canção francesa serão:
- Le Déserteur
- Ma Liberté
- Les loups sont entrés dans Paris
- Sarah («  La femme qui est dans mon lit n'a plus vingt ans depuis longtemps »), ;
- Venise n'est pas en Italie

### Anos finais
Em 1980 o seu filho Stephan suicida-se, o que leva Reggiani a uma depressão e a refugiar-se no Álcool. Ajudado pelos seus inúmeros amigos, Reggiani ultrapassa a sua dependência com a música. Editando nesta altura os trabalhos que farão dele o intérprete mais aclamado pelo público e pela crítica da Canção Francesa.
A partir dos anos 90, ultrapassada a depressão, Reggiani continua a actuar ao vivo, sempre com lotações esgotadas e começa a dedicar-se à pintura, chegando mesmo a realizar exposições de pintura
Reggiani actuará ao vivo até mesmo ao ano de sua morte, ocorrida em 23 de Julhode 2004 em Boulogne-Billancourt por Enfarte do miocárdio.

## Filmografia Seleccionada
- 1938 Les Disparus de Saint-Agil de Christian Jaque ;
- 1944 Le Carrefour des enfants perdus de Léo Joannon ;
- 1946 Les Portes de la nuit de Marcel Carné ;
- 1948 Manon de Henri-Georges Clouzot ;
- 1950 La Ronde de Max Ophuls ;
- 1952 Casque d'or de Jacques Becker ;
- 1952 La Bergère et le Ramoneur[1][2][3][4] de Paul Grimault ;
- 1954 Napoléon de Sacha Guitry;
- 1958 Les Misérables de Jean-Paul Le Chanois ;
- 1961 Paris Blues de Martin Ritt;
- 1961 O Leopardo (Il gattopardo) de Luchino Visconti ;
- 1961 À cheval sur le tigre de Luigi Comencini
- 1965 Marie-Chantal contre docteur Kha de Claude Chabrol ;
- 1973 Touche pas à la femme blanche de Marco Ferreri ;
- 1976 Le Bon et les Méchants de Claude Lelouch ;
- 1979 La Terrasse de Ettore Scola ;
- 1986 L'Apiculteur de Theo Angelopoulos ;
- 1990 Il y a des jours... et des lunes de Claude Lelouch ;
- 1998 El pianista de Mario Gas;

## Peças de Teatro(parcial)
- 1940 : Le Loup-Garou de Roger Vitrac ;
- 1948 : La Terrasse de midi de Maurice Clavel;
- 1949 : Les Justes de Albert Camus ;
- 1951 : Os Três Mosqueteiros de Alexandre Dumas
- 1953 : La Dévotion de la croix de Pedro Calderón de la Barca ;
- 1959 : Les Séquestrés d'Altona de Jean-Paul Sartre ;
- 1967 : Silence, l'arbre remue encore de François Billetdoux.

## Discografia Principal
- 1965 : Serge Reggiani chante Boris Vian;
- 1967 : Album no.2 ;
- 1970 :  Je voudrais pas crever' ;'
- 1972 : En italien ;
- 1977 : Venise n'est pas en Italie ;
- 1983 :  Olympia 83 ;
- 1989 : Reggiani 89 ;
- 1989 : Olympia 89
- 1992 : 70 balais;
- 1993: Palais des congrès ;
- 1993: Jacques Prévert : collection volume 7;
- 1997: Nos quatre vérités ;
- 2001: Enfants, soyez meilleurs que nous.